# Azerbejdżański Uniwersytet Medyczny
Azerbejdżański Uniwersytet Medyczny (azer. Azərbaycan Tibb Universiteti) – azerska uczelnia medyczna zlokalizowana w Baku.
Uczelnia została założona w 1930 roku na bazie Wydziału Medycznego Bakijskiego Uniwersytetu Państwowego. W 1957 roku nadano jej imię Nərimana Nərimanova.
W skład uczelni wchodzą następujące jednostki administracyjne:
- Wydział Stomatologii
- Wydział Medycyny Ogólnej I
- Wydział Medycyny Ogólnej I|
- Wydział Medycyny Wojskowej
- Wydział Farmacji
- Wydział Zdrowia Publicznego.